# Tân Hải, Phú Tân (Cà Mau)
Tân Hải là một xã thuộc huyện Phú Tân, tỉnh Cà Mau, Việt Nam.

## Địa lý
Xã Tân Hải có vị trí địa lý:
- Phía đông giáp xã Rạch Chèo và xã Tân Hưng Tây
- Phía tây giáp Vịnh Thái Lan
- Phía nam giáp thị trấn Cái Đôi Vàm
- Phía bắc giáp xã Phú Tân.

Xã Tân Hải có diện tích 44,23 km², dân số năm 2022 là 13.240 người, mật độ dân số đạt 299 người/km².

## Hành chính
Xã Tân Hải được chia thành 7 ấp: Cái Cám, Đầu Sấu, Kết Nghĩa, Tân Điền, Tân Phong, Thanh Bình, Thanh Đạm.

## Lịch sử
Ngày 25 tháng 7 năm 1979, Hội đồng Chính phủ ban hành Quyết định số 275-CP về việc thành lập xã Tân Hải thuộc huyện Phú Tân trên cơ sở một phần của xã Tân Hưng Tây.
Ngày 28 tháng 3 năm 1983, Hội đồng Bộ trưởng ban hành Quyết định số 23-HĐBT về việc thành lập xã Tân Nghiệp trên cơ sở một phần của xã Tân Hải.
Ngày 17 tháng 5 năm 1984, Hội đồng Bộ trưởng ban hành Quyết định 75-HĐBT về việc sáp nhập huyện Phú Tân vào huyện Cái Nước. Xã Tân Hải thuộc huyện Cái Nước.
Ngày 2 tháng 2 năm 1991, Ban Tổ chức Chính phủ ban hành Quyết định số 51/QĐ-TCCP về việc thành lập xã Nguyễn Việt Khái trên cơ sở xã Tân Hải cũ.
Ngày 22 tháng 4 năm 2003, Chính phủ ban hành Nghị định số 41/2003/NĐ-CP về việc thành lập xã Tân Hải thuộc huyện Cái Nước trên cơ sở 4.233,56 ha diện tích tự nhiên và 9.532 người của xã Phú Tân.
Ngày 17 tháng 11 năm 2003, Chính phủ ban hành Nghị định số 138/2003/NĐ-CP về việc chuyển xã Tân Hải thuộc huyện Cái Nước về huyện huyện Phú Tân mới tái lập quản lý.

## Xã hội
Giáo dục: Xã có 3 điểm trường chính là:
- Trường THCS Tân Hải
- Trường Tiểu học Tân Nghiệp A
- Trường Tiểu học Tân Nghiệp B.

Ngoài các điểm trường tập trung còn có các điểm khác rãi điều các ấp trong toàn xã.
Y tế: Xã đã xây dựng 1 trạm y tế đạt chuẩn nông thôn mới theo quy định, đóng tại ấp Thanh Đạm.

## Giao thông
có đường giao thông nông thôn từ trung tâm xã đến các ấp đã hoàn thành và được xây dựng theo tiêu chí nông thôn mới với hơn 47 km. Từ trung tâm xã có đường ô tô nối liền tuyến tỉnh lộ 986 từ huyện Cái Nước đến huyện Phú Tân (lộ cấp 6).